# Las Lomas (distrito)
Las Lomas é um distrito do Peru, departamento de Piura, localizada na província de Piura.

## Transporte
O distrito de Las Lomas é servido pela seguinte rodovia:
- PE-1NL, que liga a cidade de Suyo ao distrito de Sullana [1][2][3]